# Omegna Sportiva 1950-1951
Questa voce raccoglie le informazioni riguardanti l'Omegna Sportiva nelle competizioni ufficiali della stagione 1950-1951.

## Rosa
| N. |                   | Ruolo | Calciatore    |
| -- | ----------------- | ----- | ------------- |
|    | Italia (bandiera) | C     | R. Baroli     |
|    | Italia (bandiera) | P     | R. Bertinetti |
|    | Italia (bandiera) | D     | P. Bianco     |
|    | Italia (bandiera) | A     | A. Brustia    |
|    | Italia (bandiera) | C     | P. Brustia    |
|    | Italia (bandiera) | D     | G. Costa      |
|    | Italia (bandiera) | C     | E. Crosta     |
|    | Italia (bandiera) | A     | G. Daidola    |

| N. |                   | Ruolo | Calciatore    |
| -- | ----------------- | ----- | ------------- |
|    | Italia (bandiera) | A     | P. Dalio      |
|    | Italia (bandiera) | C     | Enzo Ferrario |
|    | Italia (bandiera) | P     | M. Limongelli |
|    | Italia (bandiera) | A     | E. Marinoni   |
|    | Italia (bandiera) | A     | S. Molinari   |
|    | Italia (bandiera) | D     | E. Paltano    |
|    | Italia (bandiera) | A     | S. Zanoia     |